# Prähistorischer Park Rivolta d’Adda
Koordinaten: 45° 28′ 24″ N, 9° 29′ 59″ O
Der Prähistorische Park (italienisch Parco della Preistoria) ist ein Natur- und Freizeitpark mit mehr als 100 Hektar Fläche am Rande der italienischen Gemeinde Rivolta d’Adda, Provinz Cremona, etwa 20 Kilometer östlich von Mailand.

## Lage und Beschreibung
Der über 100 Hektar große Park grenzt an den Fluss Adda. Im Park gibt es 30 Plastiken prähistorischer Tiere, rund einhundert halbfreie Wildtiere, einen botanischen Rundweg, mehrere Biotope (zum Beispiel einen Sumpf, Rasenflächen und Seen), Picknickplätze, ein Café, Spielparks, ein Labyrinth und eine Fossilienausstellung. Der Zugang zum Park ist ausschließlich für Fußgänger möglich, Fahrräder und Hunde mit Leinen sind jedoch gestattet.
Der Park wird von verschiedenen nationalen und lokalen Körperschaften als Stätte der Umweltbildung für Kinder und Erwachsene anerkannt.

## Geschichte des Parks
Der Bau des Parks dauerte vom März 1976 bis 1978. Dabei rekonstruierte man detailgetreu prähistorische Tiere anhand fossiler Skelette. Miniaturmodelle wurden dann in Glasfaser rekonstruiert, um sie in natürlicher Größe nachzubilden. Im September 1978 fand die Eröffnung des Parks statt. 1982 wurde die Show „Fossilien und Mineralien“ eingeweiht. 1988 kam es zur Einführung neuer Strukturen zwecks Verbesserung der Besucherkapazität.
Im Jahr 2000 wurden neue Rekonstruktionen prähistorischer Tiere ergänzt, das paläontologische Museum wurde 2009 eingeweiht. Weitere Einfügungen waren die des Saltriosaurus (2013), des Ticinosuchus und des Titanosaurus (2016), des Smilodon (2017) sowie des Diplodocus (2019).

## Botanik

### Flora
Am linken Ufer der Adda bietet der Park eine Vielzahl von Vegetationen, teilweise bewaldet. Die Wälder Norditaliens sind seit vielen Jahrhunderten den verschiedenen landwirtschaftlichen Aktivitäten der Rückgewinnung und Entwaldung ausgesetzt. Letzte Reste des Urwaldes kann man hier erleben, die durch Laubbäume gekennzeichnet sind. Der Park beherbergt eine Vielfalt von Bäumen, wie Ahorn, Eichen, Pappeln, Ulmen, Robinien, Weiden und eine Vielzahl an Wildpflanzen, wie Veilchen, Primeln, Weißdorn.
Die Waldstruktur des Laubbaumwaldes ist in drei Schichten unterteilt: baumartig, strauchig und grasig. Die Baumschicht besteht aus hohen Bäumen (durchschnittlich über 15 m). Das Laub der Bäume vermittelt den Eindruck eines offenen Waldes. Die strauchige Schicht ist durch Pflanzen unterschiedlicher Höhe (von 1 bis 7 m) gekennzeichnet. Die Grasschicht besteht aus verschiedenen Bodenpflanzen, einschließlich Kletterpflanzen wie Efeu.

### Der Sumpf
Im letzten Teil des Rundgangs befindet sich ein Sumpf, der an den nahe gelegenen Reihersee (Lago degli Aironi) grenzt. Es zeichnet sich durch eine große Kurve aus, die sich in der Zeit mit der Ablösung vom See (Mäander) entwickelt hat. Die Vegetation ist gekennzeichnet durch Weiden und Lärchen sowie Seerosen und Brunnenkresse. In den sumpfigen Teilen gibt es Rohrkolben und Schilf. Die übrige Vegetation setzt sich aus typischen Unterwasserpflanzen und Schilfarten zusammen.

## Rekonstruktionen
Liste der 32 Rekonstruktionen entlang des Kurses:
- Ticinosuchus
- Titanosaurus
- Pterygotus
- Cephalaspis und Coccosteus
- Eryops
- Dimetrodon
- Moschops
- Inostrancevia und Scutosaurus
- Plesiosaurus
- Allosaurus
- Stegosaurus
- Saltriovenator
- Brontosaurus
- Spinosaurus
- Triceratops
- Styracosaurus und Gallimimus
- Scolosaurus und Iguanodon
- Edmontosaurus
- Tyrannosaurus
- Velociraptor
- Tarbosaurus
- Proconsul, Australopithecus und Cro-Magnon Mann
- Gastornis, Smilodon, Platybelodon und Machairodus
- Pteranodon
- Höhlenbär
- Mammut
- Neanderthal Mann
- Diplodocus